# جون سورنس
 جون سِوِرنس (انگلیسی: Joan Severance؛ زادهٔ ۲۳ دسامبر ۱۹۵۸) یک هنرپیشه و مانکن اهل ایالات متحده آمریکا است. وی از سال ۱۹۸۷ میلادی تاکنون مشغول فعالیت بوده‌است.
از فیلم‌های معروف او می‌توان به بازی در  پرنده‌ای روی سیم اشاره کرد.